# Prodecatoma cheriani
Prodecatoma cheriani är en stekelart som beskrevs av T.C. Narendran 1994. Prodecatoma cheriani ingår i släktet Prodecatoma och familjen kragglanssteklar.
Artens utbredningsområde är Taiwan. Inga underarter finns listade i Catalogue of Life.